# 2012年夏季奧林匹克運動會馬術個人三項賽
2012年夏季奧林匹克運動會馬術比賽－個人三項賽於2012年7月28日至7月31日在倫敦格林威治公園舉行。

## 賽程
所有時間為英國夏令時間 (UTC+1) 
| 日期            | 時間  | 階段              |
| --------------- | ----- | ----------------- |
| 7月28日 7月29日 | 10:00 | 盛裝舞步賽        |
| 7月30日         | 12:30 | 越野賽            |
| 7月31日         | 10:30 | 場地障礙賽 & 決賽 |

## 外部連結
- 官方网站（英文）